# 恵那市立大井第二小学校
恵那市立大井第二小学校（えなしりつ おおいだいにしょうがっこう）とは、岐阜県恵那市にある公立小学校。

## 通学区域
- 通学区域は大井町（中央自動車道以北で阿木川以東の地域の大部分。中央自動車道以南の地域の一部）である。公立中学校の進学先は恵那市立恵那東中学校である[1]。

## 沿革
（沿革節の主要な出典）
- 1981年（昭和56年）
  - 4月1日 - 恵那市立大井小学校から分離し、開校。
  - 4月9日 - 開校式が行われる。
- 1982年（昭和57年） - プールが完成する。